# Militärschule Wiesbaden
Koordinaten: 50° 4′ 44,5″ N, 8° 14′ 9″ O
Die Militärschule Wiesbaden, auch als Nassauische Militärschule bekannt, war die Kadettenanstalt des Herzogtums Nassau. Sie befand sich in Wiesbaden und diente der wissenschaftlichen und technischen Ausbildung der Offiziersanwärter der Herzoglich Nassauischen Armee und bestand von 1810 bis 1813, von 1819 bis 1848 und schließlich von 1850 bis 1866.
Das 1828/29 erbaute und von 1842 bis 1866 als Domizil der Militärschule genutzte Gebäude Dotzheimer Straße 3 ist eines der letzten Gebäude der innerstädtischen Militärgeschichte Wiesbadens und ist als solches Kulturdenkmal.

## Geschichte

### 1810–1814
Nachdem das nassauische Militärwesen 1806 auf Anordnung Napoleons hin neu errichtet worden war, gründete Herzog Friedrich August im Jahre 1810 auf Vorschlag seines Generaladjutanten Johann Heinrich Ludwig von Bismark die Militärschule. Die dreizehn ersten Kadetten waren in zwei Klassen aufgeteilt. Sie wurden ausschließlich von Zivilisten unterrichtet, die vorwiegend Lehrer der Friedrichsschule waren. Carl Philipp Salomo Schellenberg, der erste Rektor der 1806 an der Kirchgasse eröffneten Friedrichsschule, hatte bis zur Auflösung der Militärschule die Leitung des Unterrichts. Neben dem Oberaufsicht führenden Major Philipp von Jossa (1764–1817) gehörte lediglich ein Inspektionsoffizier dem Militär an. Während der einjährigen Ausbildung wurden in zwei Semestern bei Anfangs dreizehn, ab 1811 fünfzehn Wochenstunden Physik, Geographie, Geschichte, Deutsch, Französisch, Mathematik und Planzeichnen unterrichtet. Militärwissenschaftliche Fächer standen nicht auf dem Lehrplan.
Bereits 1813/14, nach Napoleons Niederlage, wurde die Schule wieder geschlossen. Wo diese Kadettenschule untergebracht war, ist nicht überliefert.

### 1819–1866
Im Jahre 1819 wurde die Militärschule wieder eröffnet. Das nassauische Offizierkorps sollte, nach den Koalitionskriegen, schrittweise durch junge Offiziere aus dem Kreis der eigenen Untertanen ersetzt werden. Der Oberleutnant und spätere Generalleutnant Heinrich von Hadeln (1796–1867) wurde mit der Einrichtung der Schule beauftragt und zu ihrem Direktor ernannt. Kurzzeitig war die Anstalt wohl im Erbprinzenpalais in der Wilhelmstraße/Ecke Friedrichstraße untergebracht, erhielt dann jedoch um 1822 im Gelände des alten Herrengartens (an der heutigen Friedrichstraße) auf einem dem Generalmajor August von Kruse gehörenden Areal ein neues Gebäude.

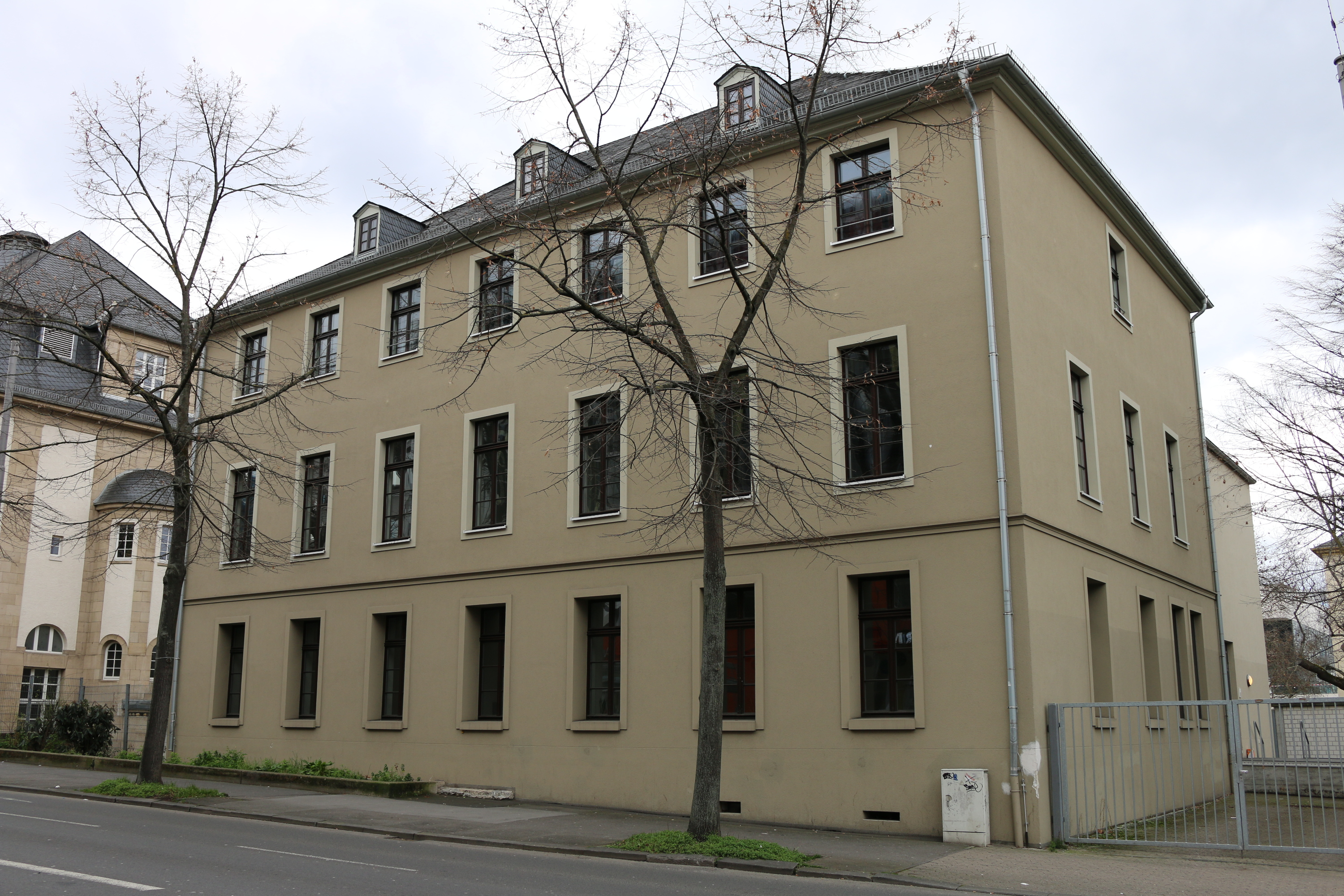
Denkmalgeschütztes Gebäude Dotzheimer Straße 3: 1828/29–1840 Militärhospital und 1841–1866 nassauische Militärschule

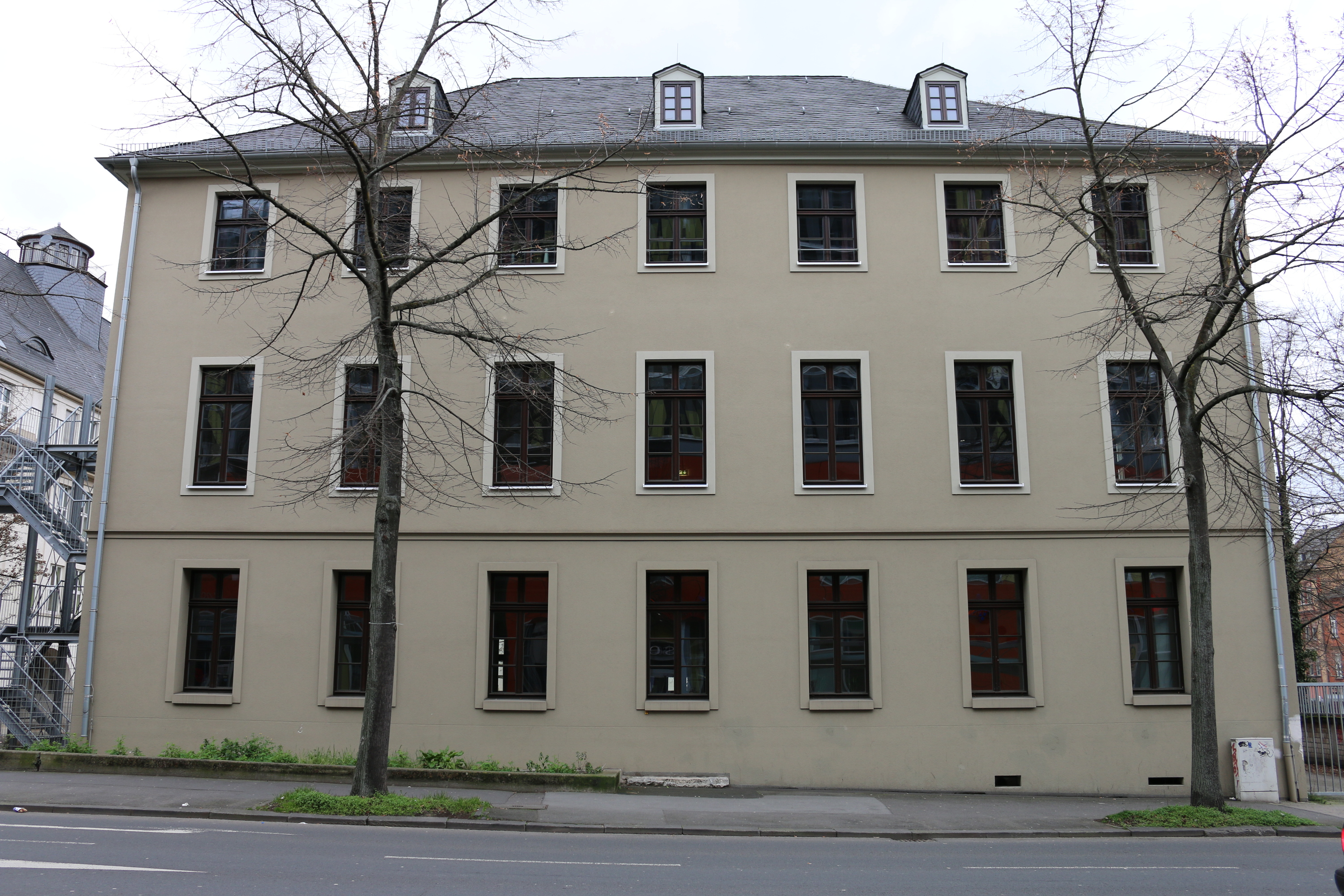
Dotzheimer Straße 3: 1828/29–1840 Militärhospital und 1841–1866 nassauische Militärschule

Zwanzig Jahre später zog die Militärschule erneut um. Die 1817/19 auf dem Gebiet des heutigen Platzes der Deutschen Einheit, an der Westseite der Schwalbacher Straße, nach Plänen von Carl Florian Goetz errichtete Infanterie-Kaserne wurde 1828/29 durch den Bau eines Lazaretts im Stil des Klassizismus an der Dotzheimer Straße ergänzt (heute: Dotzheimer Straße 3). Der Bau war mit einem prägenden Mittelrisalit zum damaligen Kasernenhof orientiert, dem heutigen Schulhof der Elly-Heuss-Schule. Er erwies sich jedoch auf Dauer als für ein Lazarett ungeeignet, sodass 1841/42 unmittelbar daneben, an der Ecke zur Schwalbacher Straße, ein neues Garnisonlazarett gebaut wurde. Die Militärschule zog dann nach entsprechendem Umbau in das bisherige Lazarett ein.
Die Schule wurde inzwischen von einem Direktor im Range eines Oberstleutnants geleitet. Die Kadetten, in zwei Abteilungen zu jeweils zwei Klassen, unterstanden dem Kadettenkommandanten im Range eines Oberleutnants. Fünf militärische und zehn zivile Lehrer waren für die Ausbildung der Kadetten verantwortlich.
In der Folge der 1848er Revolution wurde die Anstalt erneut aufgehoben, ebenso wie die Lehrkompanie, weil sie nicht in das Konzept der vergleichsweise liberalen Nassauer Märzregierung unter August Hergenhahn passten. Im März und Juli 1848 wurde eine größere Anzahl von Unteroffizieren zu Offizieren befördert, damit die Notwendigkeit einer Offizierschule negierend.
Bereits 1850 wurde sie jedoch per Gesetz der konservativen Regierung unter Friedrich von Wintzingerode vom 28. Dezember als Kriegsschule wieder eröffnet und dann im Juli 1854 wieder in Militärschule umbenannt und reorganisiert, um „in einem dreijährigen bis vierjährigen Cursus […] junge Leute zu brauchbaren Offizieren heranzubilden“. Hauptmann Georg Sigismund Louis von Tschudi wurde zum (provisorischen) Direktor der Schule und gleichzeitig zum (provisorischen) Kommandeur der Schützenabteilung ernannt. Im Dezember 1859 wurde die im März 1859 geschlossene Konvention zwischen Nassau und Luxemburg ratifiziert, nach dem auch luxemburgische Kadetten, maximal vier pro Jahrgang, in Wiesbaden ausgebildet werden konnten.

### Ende
Als Folge der Niederlage des Herzogtums Nassau im Deutschen Krieg 1866 und der daraus resultierenden Annexion Nassaus durch Preußen wurde die Herzoglich Nassauische Armee aufgelöst und damit auch die Militärschule. Die Kadetten der niederen Jahrgänge waren bereits während des Krieges zu ihren Familien zurückgeschickt worden, während man die der oberen Abteilung, soweit sie als geeignet befunden wurden, zu Unterleutnants befördert und in die nassauische Armee aufgenommen hatte. Letztere wurden dann als Sekondeleutnants in die preußische Armee übernommen. Fast alle Schüler der 1. Klasse der zweiten Abteilung absolvierten im Dezember 1866 in Berlin die Prüfung zum Portepee-Fähnrich und wurden danach als charakterisierte Protepee-Fähnriche in die preußische Armee eingestellt. Die Schüler der 2. Klasse dieser Abteilung traten teilweise in das Berliner Kadettenkorps ein oder gingen zurück zu ihren Angehörigen.

### Spätere Nutzung des Gebäudes
Danach diente das Gebäude bis 1911 als Offizierskasino und im zweiten Obergeschoss als Wohnheim für unverheiratete Offiziere der in die alte Kaserne eingezogenen Teile des preußischen Füsilier-Regiments Nr. 80 und des in der 1828/29 erbauten Artilleriekaserne stationierten preußischen Artillerie-Regiments Nr. 11, letzteres 1874 umbenannt in 1. Nassauisches Artillerie-Regiment Nr. 27. Für die Nutzung als Kasino wurde ein neues Treppenhaus angebaut, und das Haus wurde nun von der Dotzheimer Straße aus erschlossen.
Nach der Fertigstellung der neuen Artilleriekaserne („Oranien-Kaserne“) im heutigen Europaviertel an Homburger Straße und Waldstraße im Jahre 1911 und dem daraufhin erfolgten Umzug der Feldartillerieabteilung – das Infanteriebataillon war bereits 1897 in seine neue Kaserne („Gersdorff-Kaserne“) an der Schiersteiner Straße umgezogen – wurde das Offiziersheim dorthin verlegt und das Gebäude wurde der 1907 gegründeten und an Platzmangel leidenden Elly-Heuss-Schule zugewiesen, ebenso wie der rote Backsteinbau der ehemaligen Kleiderkammer der beiden Kasernen.
Ab 1956 nutzte die Volkshochschule (vhs) Wiesbaden das Haus an der Dotzheimerstraße 3, das ihr von der Stadtverwaltung als „vorläufige Bleibe“ überlassen wurde. Da die Volkshochschule ab 1973 schrittweise besser geeignete Räumlichkeiten beziehen konnte, stellte sie nach ihrem endgültigen Auszug 1997 die Räume verschiedenen Künstlern zur Verfügung. Das inzwischen sehr verwahrloste Gebäude wurde 2000 für die „Aktion Farbenfroh“, eine Sprayer-Aktion, freigegeben.
Im Jahre 2005 wurde schließlich die Sanierung des Baus beschlossen und von 2007 bis 2009 durchgeführt. Das Haus, ein dreistöckiger verputzter Fachwerkbau mit Walmdach, wurde zu einer Ganztagseinrichtung für die Elly-Heuss-Schule und die benachbarte Oranienschule umfunktioniert. Er enthält nun u. a. Küche und Speiseräume im Erdgeschoss, weitere Speiseräume im ersten Obergeschoss (insgesamt 268 Essplätze) sowie eine Mediathek mit PC- und Einzelarbeitsplätzen und eine kleine Bibliothek im 2. Obergeschoss. Der Eingang an der Dotzheimer Straße wurde geschlossen und der Zugang ist nun wieder über den Schulhof der Elly-Heuss-Schule.